# Убийство Хасана Насраллы
27 сентября 2024 года Хасан Насралла, генеральный секретарь исламистской вооружённой организации «Хезболла», был убит в ходе израильского авиаудара в Бейруте. Удар произошёл, когда руководители «Хезболлы» встречались в подземной штаб-квартире в районе Дахия на юге Бейрута. Операция, проведённая 119-й эскадрильей ВВС Израиля с использованием истребителей F-16I, включала в себя сброс нескольких тонн боеприпасов, в том числе противобункерных бомб (2300 кг) американского производства, в результате чего подземная штаб-квартира была уничтожена. Армия обороны Израиля дала операции кодовое название «Новый порядок» (ивр. סדר חדש‎ [се́дер хада́ш]).

## Предыстория

### Роль Хасана Насраллы в «Хезболле»
Участие Хасана Насраллы в исламистской вооружённой организации «Хезболла», основанной в 1980-х годах, началось в годы его юности в Тире (Ливан). Его наставником был проповедник Мухаммад аль-Гарави, а затем аятолла Мухаммад Бакир ас-Садр в Наджафе (Ирак). В 1992 году, после убийства генерального секретаря «Хезболлы» Аббаса аль-Мусави, учеником которого был Насралла, он был назначен его преемником.
Насралла был тесно связан с Ираном. За период его пребывания на посту командующего «Хезболла» превратилась в самую обеспеченную оружием негосударственную организацию в мире, превосходиящей по силе ливанскую армию.
Под руководством Насраллы «Хезболла» совершила многочисленные теракты и приняла участие в многочисленных конфликтах с Израилем, наиболее заметным из которых была Ливанская война 2006 года. Во время гражданской войны в Сирии «Хезболла» сражалась на стороне сирийской армии. В период руководства Насраллы «Хезболла» подверглась критике за предполагаемую причастность к убийству ливанского премьер-министра Рафика Харири в 2005 году и взрыву в порту Бейрута в 2020 году.

### Вступление «Хезболлы» в войну Израиля с ХАМАС
На следующий день после того, как 7 октября 2023 года исламистская вооружённая организация ХАМАС начала вторжение в Израиль, а Израиль в ответ объявил ей войну, «Хезболла» присоединилась к конфликту на стороне ХАМАС, начав обстрелы севера Израиля, что привело к эвакуации жителей северного Израиля. Ответные удары Израиля привели к эвакуации жителей южного Ливана.
27 июля 2024 года запущенная из Ливана неуправляемая ракета «Хезболлы» попала в друзский населённый пункт Мадждаль-Шамс, убив 12 человек, преимущественно детей, и ранив ещё десятки. Вскоре, 30 июля, в Бейруте был убит высокопоставленный командир «Хезболлы» Фуад Шукр, считавшийся Израилем ответственным за обстрел Мадждаль-Шамса.
В сентябре 2024 года «Хезболла» столкнулась с одним из самых серьёзных поражений в своей истории после массовых взрывов её портативных устройств связи и убийства Ибрагима Акиля, командующего элитными силами «Редван».
Операция против Насраллы последовала за выступлением премьер-министра Израиля Биньямина Нетаньяху в Организации Объединённых Наций, в котором он подтвердил приверженность Израиля своей военной кампании против «Хезболлы».

### Израильская операция
Американский чиновник сообщил ABC News, что на момент удара 27 сентября 2024 года Насралла и несколько его соратников находились в Бейруте с кратким визитом. По данным New York Times, израильские лидеры отслеживали местонахождение Насраллы в течение нескольких месяцев и решили нанести удар по нему за неделю до операции, полагая, что у них есть ограниченное время, прежде чем он переедет в другое место. По данным 12-го канала израильского телевидения, министр обороны Израиля Йоав Галант с начальником генштаба Херци Ха-Леви позвонили премьер-министру Биньямину Нетаньяху незадолго до его выступления в ООН, рекомендовав продолжить запланированную операцию. Нетаньяху сказал «да», а затем направился в ООН, где выступил с речью, включавшей в себя осуждение и угрозы «Хезболле» и предупреждение Ирану. Менее чем через час Военно-воздушные силы Израиля уже были над Бейрутом.
ВВС Израиля нанесли авиаудар по центральной штаб-квартире «Хезболлы» в районе Харет Хрейк в пригороде Бейрута Дахия. Удар по Насралле и его соратникам был нанесён 119-й «Эскадрильей летучих мышей», использовавшей истребители F-16I Sufa, сбросившие десятки противобункерных бомб. Высшие командиры ВВС Израиля заявили 28 сентября, что удар прошел гладко, без ошибок или вражеского огня по их боевым самолётам. Как выразился командующий авиабазой «Хацерим» бригадный генерал Амихай Левин, «десятки боеприпасов поразили цель в течение нескольких секунд с очень высокой точностью, и это часть того, что требуется для поражения подземных объектов на такой глубине».
28 сентября 2024 года Армия обороны Израиля подтвердила смерть Насраллы, а позднее в тот же день это подтвердила и «Хезболла». Похороны состоялись лишь через пять месяцев — 23 февраля 2025 года.

### Другие погибшие
По израильским данным, помимо Хасана Насраллы, были убиты 20 террористов. Среди погибших командиров «Хезболлы»: Али Караки (командующий её южным фронтом), Набиль Каук (глава службы контрразведки), Ибрагим Хусейн Джазини (руководитель службы безопасности Насраллы), Самир Туфик Диб (многолетний советник Насраллы), Абд аль-Амир Мухаммад Саблини (ответственный за наращивание вооружений), Али Нааф Аюб (ответственный за управление огнем). Также был убит Аббас Нилфорушан, заместитель командующего Корпуса стражей исламской революции (КСИР) и командующий силами «Кудс» в Ливане.
Бункер находился под густонасёленным жилым районом, и после удара были видны широкомасштабные разрушения. Отчёты ливанского министерства здравоохранения зафиксировали по 33 погибших и 195 раненых.

## Реакция

### Израиль
Премьер-министр Израиля Биньямин Нетаньяху заявил в субботу: «Мы свели счеты с тем, кто несёт ответственность за убийство бесчисленного количества израильтян и многих граждан других стран, включая сотни американцев и десятки французов», назвав это «историческим поворотным моментом» в борьбе Израиля с его врагами.
Начальник Генштаба Армии обороны Израиля Херци Ха-Леви заявил, что «это не конец нашего арсенала», добавив, что «те, кто угрожает гражданам Государства Израиль, — мы будем знать, как до них добраться — на Севере, на Юге и даже в более отдаленных местах».

### Мусульманские страны
- Ливан: В восточной части Бейрута некоторые жители отреагировали на смерть Насраллы со смесью удивления и радости[40].
- Ирак: Премьер-министр Мухаммед Шиа аль-Судани и священнослужитель Муктада ас-Садр объявили трёхдневный траур по всей стране[41].
- Иран: Великий аятолла Али Хаменеи выступил с заявлением, призвав «поддержать народ Ливана и гордую „Хезболлу“ всеми имеющимися средствами и помочь им в противостоянии… злому режиму (Израиля)»[42].
- Сирия: Жители удерживаемого повстанцами региона Идлиб на северо-западе Сирии отпраздновали убийство Хасана Насраллы раздавая сладости на улицах[43][44].

### Соединённые Штаты
Президент Джо Байден заявил, что «смерть Насраллы в результате израильского авиаудара является мерой справедливости для его многочисленных жертв, включая тысячи американцев, израильтян и ливанских мирных жителей. Соединённые Штаты полностью поддерживают право Израиля защищать себя от <…> любых других поддерживаемых Ираном террористических групп».
Министр обороны Ллойд Остин сказал израильскому коллеге Йоаву Галанту, что полон решимости не допустить расширения конфликта со стороны Ирана, и заявил: «Я выразил полную поддержку праву Израиля защищать себя и свой народ от поддерживаемых Ираном террористических группировок».
Спикер Палаты представителей Майк Джонсон, лидер её большинства Стив Скализ и председатель Конференции республиканцев Элиз Стефаник совместно заявили, что «кровопролитию, угнетению и террору Хасана Насраллы пришел конец» и «мир без него стал лучше».

### Российская Федерация
МИД РФ решительно осудил «совершенное Израилем политическое убийство», заявив, что «данная силовая акция чревата ещё большими драматическими последствиями для Ливана и всего Ближнего Востока».

### Проиранские военизированные группировки
- «Хезболла» заявила в своем сообщении, что продолжит борьбу с Израилем. После объявления о смерти Насраллы, телеканал Al-Manar TV, связанный с «Хезболлой», транслировал аяты Корана[39].
- ХАМАС и йеменское движение хуситов выступили с заявлениями, выражающими траур по Насралле[40][50][51]. Из Йемена в сторону центрального Израиля была запущена баллистическая ракета класса «земля — земля», которая была сбита системой ПРО «Хец»[52].
- Движение «Амаль» заявило, что смерть Насраллы «лишь увеличит сопротивление». Оно назвало Насраллу «мучеником» и пообещало оставаться «плечом к плечу, сердцем к сердцу и рукой к руке» против Израиля[53].

## Последствия
Вскоре после подтверждения гибели Хасана Насраллы агентство Reuters сообщило со ссылкой на источники в иранских силовых структурах о переводе верховного лидера Исламской Республики Иран великого аятоллы Хаменеи в «безопасное место». По сообщению саудовского телеканала «Аль-Хадат», главарь ХАМАС Яхья Синвар и другие чиновники группировки после ликвидации Насраллы решили принять особые меры предосторожности, в частности, резко ограничив свои передвижения и временно прервав любые контакты со своими лидерами за рубежом, а группировка «Исламский джихад» решила отказаться от проведения митингов и демонстраций в Ливане.

### Комментарии
1. ↑  «Хезболла» признана террористической организацией в Австралии, Австрии, Аргентине, Великобритании, Гватемале, Германии, Гондурасе, Израиле, Канаде, Колумбии, Литве, Нидерландах, Парагвае, Сербии, Словении, США, Чехии, Швейцарии, Эстонии. Военное крыло «Хезболлы» также признано террористической организацией в Европейском союзе, Новой Зеландии, Республике Косово и Франции.
2. ↑  ХАМАС признан террористической организацией Европейским союзом, Организацией американских государств и властями Аргентины, Австралии, Великобритании, Израиля, Канады, Новой Зеландии, Парагвая, США и Японии. Его деятельность также запрещена в Иордании и Египте.